# Ensigha
Ensigha è un comune dell'Algeria, situato nella provincia di Khenchela.